# 東御市立和小学校
東御市立和小学校（とうみしりつ かのうしょうがっこう）は、長野県東御市海善寺にある市立小学校。

## 概要
東御市西部に位置する。2004年4月1日の市町村合併に伴い、東部町立から東御市立に移行した。
1879年（明治12年）に建設された旧和学校校舎は、昭和54年に県宝に指定され、現在和記念館として現存している。
学区は和地域であり、生徒数が2007年5月1日で471人。

## 歴史

### 沿革
- 1873年（明治6年）12月5日 - 栗林村普賢寺を校舎とした栗林学校に共立学校創設。
- 1874年（明治7年）6月 - 第六大学区第一六中学区台三十三番小学共立学校になり、東上田と東田沢に東上田学校六十四番、東田沢学校六十三番を分割開校。
- 1878年（明治11年）8月 - 曾根村が共立学校に通学する。
- 1878年（明治11年）10月2日 - 和学校と改称し三十三番通学区となり学区組織改まる。
- 1882年（明治15年）6月 - 改正教育令発布に際し、7月をもって学区の改正。東田沢組に支校を設け、「和学校東田沢支校」と称す。
- 1886年（明治19年）3月 - 東田沢支校廃止し、東田沢派出所を置く。
- 1886年（明治19年）4月 - 西深井組新たに本校の学区に属し、和村全域が学区になる。
- 1892年（明治25年）4月 - 尋常小学校和小学校となる。
- 1895年（明治28年）3月 - 小県高等小学校分校は廃止され、独立して和尋常高等小学校となる。
- 1902年（明治35年） - 和農業補習学校が付設される。
- 1941年（昭和16年） - 和国民学校に改称する。
- 1947年（昭和22年） - 和村立和小学校に改称する。
- 1956年（昭和31年） - 田中町、和村、祢津村が合併して、東部町となり、校名が、東部町立和小学校となる。
- 2004年（平成16年） - 東部町と北御牧村が合併し、東御市となり、校名が、東御市立和小学校に変更された。